# Vincenzo Perrone
Vincenzo Perrone (Mesagne, 18 novembre 1937 – Lecce, 17 novembre 2024) è stato un politico italiano.

## Biografia
Padre di Paolo Perrone, ex sindaco di Lecce. Si é spento a 87 anni.